# 北条インターチェンジ
北条インターチェンジ（ほうじょうインターチェンジ）は、鳥取県東伯郡北栄町にある、山陰自動車道（北条道路）・北条湯原道路（北条倉吉道路）のジャンクションおよびインターチェンジである。ただし、現時点では北条湯原道路（北条倉吉道路）のみ供用している。

## 歴史
- 2007年（平成19年）3月10日 : 北条湯原道路（北条倉吉道路）北条IC - 倉吉IC間の開通により供用開始。

## 接続する道路
- 国道9号（現時点では平面交差となっている）

## 料金所
無料区間のため、設置されていない。

## インターチェンジ周辺
- 道の駅ほうじょう（旧道の駅北条公園）

## 隣
E9 山陰自動車道（北条道路）
(7) はわいIC - 北条IC/JCT（事業中） - 大栄IC（事業中）
北条湯原道路（北条倉吉道路）
北条IC/JCT（事業中） - 弓原ハーフIC（事業中）

## 備考
- 現在は本線を暫定的に国道9号に直接平面交差させている。